# William Salesbury
William Salesbury ou Salisbury est un humaniste gallois né avant 1520 et mort vers 1580. Il est l'auteur de la première traduction en gallois du Nouveau Testament, publiée en 1567.

## Biographie
William Salesbury est le deuxième fils de Ffwg Salesbury et de sa femme Annes, fille de Wiliam ap Gruffydd ap Robin o Gochwillan. Par son père, il descend d'une branche cadette de la famille Salusbury (en) de Lleweni (en). Il naît avant 1520 à Cae-du, près de Llansannan dans le comté historique du Denbighshire, et grandit à Plas Isa, la résidence de son père et de son frère à Llanrwst,.
Élevé dans la foi catholique, il embrasse le protestantisme durant ses études à l'université d'Oxford. La manière dont se déroulent ces études est inconnue, mais elles sont sans doute pour lui l'occasion d'apprendre plusieurs langues étrangères (outre l'anglais et le gallois, il est réputé pour sa maîtrise de l'hébreu, du grec, du latin, du français et de l'allemand). Il travaille comme juriste rattaché à Thavie's Inn (en) pour le compte du chancelier Richard Rich au début des années 1550. Il retourne vivre au pays de Galles sous le règne de la catholique Marie Ire.
William Salesbury meurt vers 1580, quelques années après sa femme Catrin Llwyd, sœur du fonctionnaire Ellis Price (en). Son lieu de sépulture est inconnu.

## Œuvre
Les écrits de William Salesbury témoignent de sa curiosité pour une grande variété de sujets. Il produit plusieurs ouvrages sur la langue galloise : un dictionnaire gallois-anglais, un recueil de proverbes et un guide de prononciation à l'usage des anglophones. Il est aussi l'auteur d'un traité de rhétorique en latin et d'un herbier en gallois. Néanmoins, c'est pour son œuvre religieuse qu'il est le plus connu, avec sa traduction en gallois du Nouveau Testament et du Livre de la prière commune, tous deux publiés à Londres en 1567. Lorsque l'évêque William Morgan prépare sa traduction de l'intégralité de la Bible, il reprend presque tel quel le Nouveau Testament de Salesbury,.

## Ouvrages
- A Dictionary in Englyshe and Welshe (dictionnaire gallois-anglais publié en 1547)
- Oll Synnwyr pen Kembero ygyd (recueil de proverbes publié en 1547, réédité en 1567)
- A briefe and a playne introduction, teachyng how to pronounce the letters of the British tong (guide de prononciation publié en 1550, réédité en 1567)
- The Descripcion of the Sphere or Frame of the Worlde (traduction anglaise du De sphæra de Thomas Linacre publiée en 1550)
- The Baterie of the Popes Botereulx, Commonlye called the High Altare (pamphlet religieux publié en 1550)
- Ban wedy i dynny air yngair allan o hen gyfreith Howel Dda / A certain case extract out of the auncient law of Hoel Da (pamphlet religieux bilingue publié en 1550)
- Kynniver llith a Ban (traduction galloise partielle du Livre de la prière commune publiée en 1551)
- Testament Newydd ein Arglwydd Iesv Christ (traduction galloise du Nouveau Testament publiée en 1567)
- Lliver gweddi gyffredin (traduction galloise du Livre de la prière commune publiée en 1567)
- Llysieulyfr (herbier inachevé en gallois, rédigé entre 1568 et 1574, publié en 1916)